# Успение Богородично (Дафнеро)
Вижте пояснителната страница за други значения на Успение Богородично.
„Успение на Пресвета Богородица“ (на гръцки: Κοίμησης Θεοτόκου) е възрожденска православна църква, енорийски храм на населишкото село Дафнеро, Егейска Македония, Гърция, част от Гревенската епархия.
Храмът е издигнат и изписан през юни 1838 година, според надпис в него, по време на прелатството на митрополит Йоаникий Гревенски. Представлява трикорабна базилика с нартекс и женска църква.
В 1996 година църквата е обявена за защитен паметник.